# Torre Snam
La Torre Snam è un grattacielo di Milano, in costruzione dal 2022.

## Storia
Progettato dallo studio di architettura Piuarch, vincitore di concorso internazionale appositamente indetto, l'edificio è stato sviluppato da Covivio. A maggio 2021 è stato annunciato che con un atto di compravendita tra Covivio e Snam la torre diventerà la nuova sede di quest'ultima, affiancandone quella storica a San Donato Milanese.

## Descrizione
L'edificio, che raggiunge un'altezza di 61 metri e 14 piani, è composto da tre volumi sovrapposti aventi la particolarità di essere disallineati. Il progetto prevede anche la creazione di un'area verde tutt'intorno all'edificio per un'area di 8500 metri quadrati, curata dal paesaggista Antonio Perazzi.